# Francis Parkman Prize

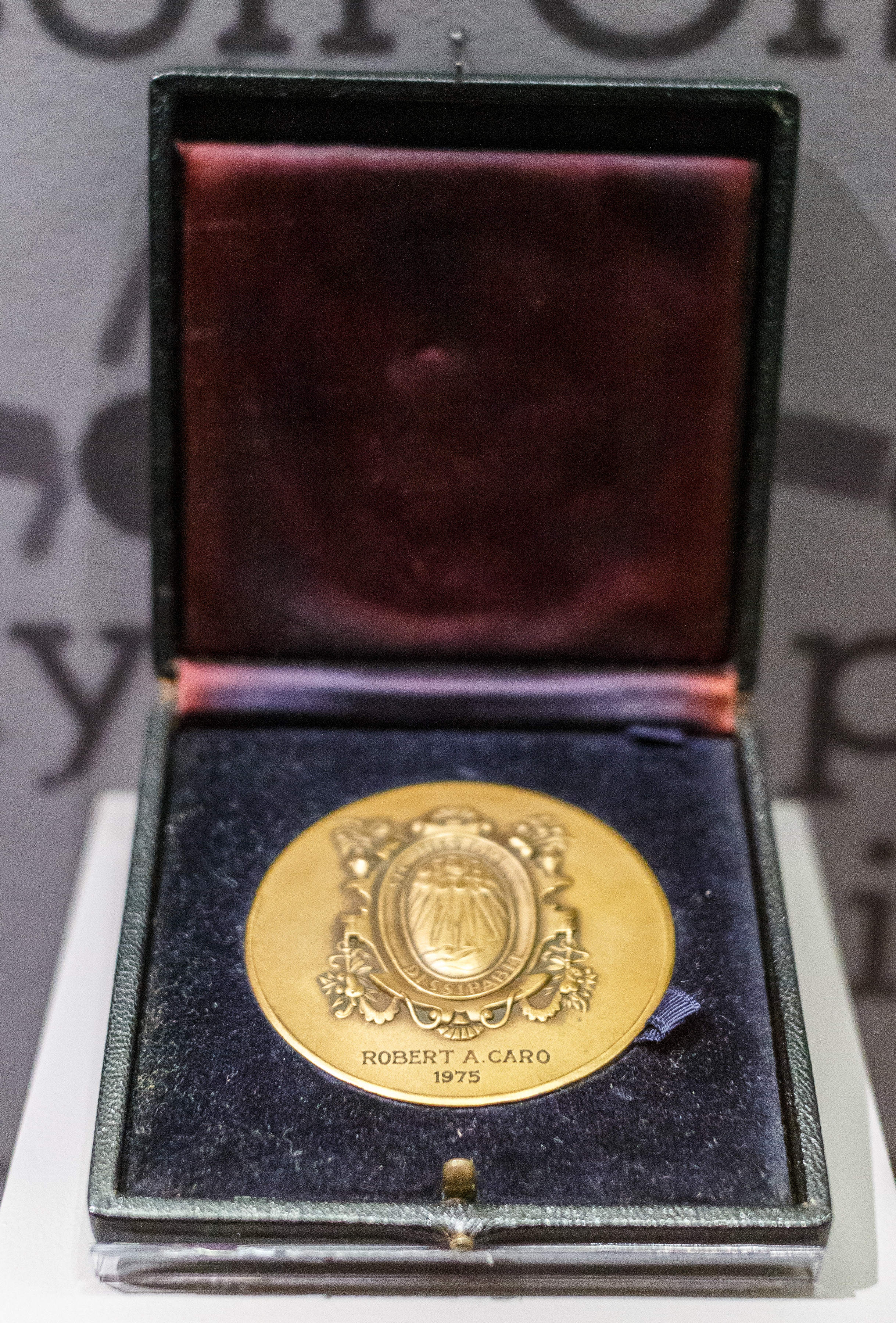
Preismedaille für Robert A. Caro aus dem Jahr 1975

Der Francis Parkman Prize ist ein Historiker-Preis der Society of American Historians, der jährlich für das beste Buch in amerikanischer Geschichte verliehen wird. Er ist nach Francis Parkman benannt und mit 2000 Dollar dotiert.

## Preisträger
- 1957 – George F. Kennan für Russia Leaves the War
- 1958 – Arthur M. Schlesinger für The Crisis of the Old Order
- 1959 – Ernest Samuels für Henry Adams: The Middle Years
- 1960 – Matthew Josephson für Edison: A Biography
- 1961 – Elting E. Morison für Turmoil and Tradition: A Study of the Life and Times of Henry L. Stimson
- 1962 – Leon Wolff für Little Brown Brother: How the United States Purchased and Pacified the Philippine Islands at the Century’s Turn
- 1963 – James Thomas Flexner für That Wilder Image: The Painting of America’s Native School from Thomas Cole to Winslow Homer
- 1964 – William Leuchtenburg für Franklin D. Roosevelt and the New Deal
- 1965 – Willie Lee Nichols Rose für Rehearsal for Reconstruction: The Port Royal Experiment
- 1966 – Daniel J. Boorstin für The Americans: The National Experience
- 1967 – William H. Goetzmann für Exploration and Empire: The Explorer and the Scientist in the Winning of the American West
- 1969 – Winthrop Jordan für White over Black: American Attitudes Toward the Negro, 1550–1812
- 1970 – Theodore A. Wilson für The First Summit: Roosevelt and Churchill at Placentia Bay, 1941
- 1971 – James MacGregor Burns für Roosevelt: The Soldier of Freedom, 1940–1945
- 1972 – Joseph P. Lash für Eleanor and Franklin: The Story of Their Relationship, based on Eleanor Roosevelt’s Private Papers
- 1973 – Kenneth S. Davis für FDR: The Beckoning of Destiny, 1882–1928
- 1974 – Robert W. Johannsen für Stephen A. Douglas
- 1975 – Robert A. Caro für The Power Broker: Robert Moses and the Fall of New York
- 1976 – Edmund S. Morgan für American Slavery, American Freedom
- 1977 – Irving Howe für World of Our Fathers
- 1978 – David McCullough für The Path Between the Seas: The Creation of the Panama Canal, 1870–1914
- 1979 – R. David Edmunds für The Potawatomis: Keepers of the Fire
- 1980 – Leon F. Litwack für Been in the Storm So Long: The Aftermath of Slavery
- 1981 – Charles Royster für A Revolutionary People at War: The Continental Army and American Character, 1775–1783
- 1982 – William S. McFeely für Grant: A Biography
- 1983 – John R. Stilgoe für Common Landscape of America, 1580–1845
- 1984 – William Cronon für Changes in the Land, Revised Edition: Indians, Colonists, and the Ecology of New England
- 1985 – Joel Williamson für The Crucible of Race: Black-White Relations in the American South since Emancipation
- 1986 – Kenneth T. Jackson für Crabgrass Frontier: The Suburbanization of the United States
- 1987 – Michael G. Kammen für A Machine That Would Go of Itself: The Constitution in American Culture
- 1988 – Eric Larrabee für Commander in Chief: Franklin Delano Roosevelt, His Lieutenants, and Their War
- 1989 – Eric Foner für Reconstruction: America’s Unfinished Revolution, 1863–1877
- 1990 – Geoffrey C. Ward für A First-Class Temperament: The Emergence of Franklin Roosevelt
- 1991 – Paul E. Hoffman für A New Andalucia and a Way to the Orient: The American Southeast During the Sixteenth Century
- 1992 – Richard White für The Middle Ground: Indians, Empires, and Republics in the Great Lakes Region, 1650–1815
- 1993 – David McCullough für Truman
- 1994 – David Levering Lewis für W. E. B. Du Bois: Biography of a Race, 1868–1919
- 1995 – John Putnam Demos für The Unredeemed Captive: A Family Story from Early America
- 1996 – Robert D. Richardson für Emerson: The Mind on Fire
- 1997 – Drew Gilpin Faust for Mothers of Invention: Women of the Slaveholding South in the American Civil War
- 1998 – John M. Barry für Rising Tide: The Great Mississippi Flood of 1927 and How It Changed America
- 1999 – Elliott West für The Contested Plains: Indians, Goldseekers, & the Rush to Colorado
- 2000 – David M. Kennedy für Freedom from Fear: The American People in Depression and War, 1929–1945
- 2001 – Fred Anderson für Crucible of War: The Seven Years’ War and the Fate of Empire in British North America, 1754–1766
- 2002 – Louis Menand für The Metaphysical Club: A Story of Ideas in America
- 2003 – James F. Brooks für Captives and Cousins: Slavery, Kinship, and Community in the Southwest Borderlands
- 2004 – Suzanne Lebsock für A Murder in Virginia: Southern Justice on Trial
- 2005 – Alan Trachtenberg für Shades of Hiawatha: Staging Indians, Making Americans, 1880–1930
- 2006 – Megan Marshall für The Peabody Sisters: Three Women Who Ignited American Romanticism
- 2007 – John H. Elliott für Empires of the Atlantic World: Britain and Spain in America 1492–1830
- 2008 – Jean Edward Smith für FDR
- 2009 – Jared Farmer für On Zion’s Mount: Mormons, Indians, and the American Landscape
- 2010 – Blake Bailey für Cheever: A Life
- 2011 – Jefferson Cowie für Stayin’ Alive: The 1970s and the Last Days of the Working Class
- 2012 – Richard White für Railroaded: The Transcontinentals and the Making of Modern America
- 2013 – Fredrik Logevall für Embers of War: The Fall of an Empire and the Making of America’s Vietnam
- 2014 – Philip Shenon für A Cruel and Shocking Act: The Secret History of the Kennedy Assassination
- 2015 – Danielle Allen für Our Declaration: A Reading of the Declaration of Independence in Defense of Equality
- 2016 – Christine Leigh Heyrman für American Apostles: When Evangelicals Entered the World of Islam
- 2017 – Joe Jackson für Black Elk: The Life of an American Visionary
- 2018 – Christina Snyder, Great Crossings: Indians, Settlers & Slaves in the Age of Jackson
- 2019 – David W. Blight, Frederick Douglass: Prophet of Freedom
- 2020 – Charles King, Gods of the Upper Air: How a Circle of Renegade Anthropologists Reinvented Race, Sex, and Gender in the Twentieth Century
- 2021 – Christopher Tomlins, In the Matter of Nat Turner: A Speculative History
- 2022 – Nicole Eustace, Covered with Night: A Story of Murder and Indigenous Justice in Early America
- 2023 – John Wood Sweet, The Sewing Girl’s Tale: A Story of Crime and Consequences in Revolutionary America
- 2024 – David Waldstreicher, The Odyssey of Phillis Wheatley: A Poet’s Journeys through American Slavery and Independence
- 2025 – Jon Grinspan, Wide Awake: The Forgotten Force That Elected Lincoln and Spurred the Civil War

## Francis Parkman Prize for Special Achievement
Daneben verleiht die Gesellschaft einen Sonderpreis für herausragende Beiträge zur Historiographie amerikanischer Geschichte, der bisher (2013) fünfmal verliehen wurde:
- 1962 Allan Nevins
- 1970 Samuel Eliot Morison
- 1974 an den Verleger Alfred Abraham Knopf Sr. (Alfred A. Knopf, Inc.)
- 1988 Forrest C. Pogue
- 1994 Walter Lord